# Deeds of Flesh
Deeds of Flesh est un groupe américain de death metal technique, originaire de Los Osos, en Californie. Ils sont formés en 1993 par Jacoby Kingston, Erik Lindmark (1972-2018) et Joey Heaslet.  Ils fondent leur propre label, Unique Leader Records, qui accueille depuis un certain nombre d'autres groupes de death metal du monde entier.  Deeds of Flesh compte neuf albums studio, le plus récent étant Nucleus, sorti en 2020.

## Histoire
Le groupe est formé en 1993. Ils signent chez Wild Rags Records et sortent leur premier EP, intitulé Gradually Melted. Ils changent ensuite de label et signent chez Repulse Records, aujourd'hui disparu, et sortent leur premier album complet, intitulé Trading Pieces, en 1996.
Deux ans plus tard, en 1998, ils sortent un deuxième album, intitulé Inbreeding the Anthropophagi, sur le même label, avec cette fois Brad Palmer remplaçant Joey Heaslet à la batterie. Après l'enregistrement de cet album, le guitariste Jim Tkacz rejoint le groupe. Le groupe perd alors son contrat avec le label et sort une démo en autoproduction. Ils décident alors de créer leur propre label, Unique Leader Records. Tous leurs albums suivants sont sortis sur ce label. Le groupe sort ensuite un DVD intitulé Deeds of Flesh : Live In Montreal en 2005. En 2007, le membre fondateur et bassiste Jacoby Kingston annonce avoir quittée groupe, en raison de changements dans son mode de vie. Il est remplacé par Erlend Caspersen.
À l'été 2012, une tendinite est diagnostiquée chez Erik Lindmark, ce qui entraîne une interruption de la tournée.  Le huitième album du groupe, Portals to Canaan, sort le 25 juin 2013. Le 29 novembre 2018, le leader Erik Lindmark meurt d'une sclérose à l'âge de 46 ans,.
Le 28 septembre 2020, le groupe annonce un nouvel album, Nucleus, qui sortira le 11 décembre. C'est le premier album du groupe sans le leader Erik Lindmark, bien qu'il contienne de la musique que Lindmark a écrite et enregistrée avant sa mort. Il est également annoncé que l'ancien bassiste et chanteur Jacoby Kingston avait mis fin à sa retraite et rejoint le groupe uniquement en tant que chanteur, tandis que l'ancien batteur Mike Hamilton a également contribué à l'album. En outre, l'album contient des voix invitées de nombreux chanteurs de death metal reconnus, dont Luc Lemay de Gorguts, John Gallagher de Dying Fetus, George « Corpsegrinder » Fisher de Cannibal Corpse, Frank Mullen de Suffocation, Matti Way de Disgorge, Bill Robinson de Decrepit Birth, Anthony Trapani de Odious Mortem, Obie Flett de Pathology, Robbe Kok de Disavowed, Dusty Boisjolie de Severed Savior, et Jon Zig de Serpentian.

## Discographie
- 1995 : Gradually Melted (EP)
- 1996 : Trading Pieces
- 1998 : Inbreeding the Anthropophagi
- 1999 : Path of the Weakening
- 2001 : Mark of the Legion
- 2003 : Reduced to Ashes
- 2005 : Crown of Souls
- 2005 : Deeds of Flesh: Live in Montreal (DVD)
- 2008 : Of What's to Come
- 2013 : Portals to Canaan
- 2020 : Nucleus